# 人民广场 (上海市)
31°13′46″N 121°28′28″E / 31.229564°N 121.47438°E

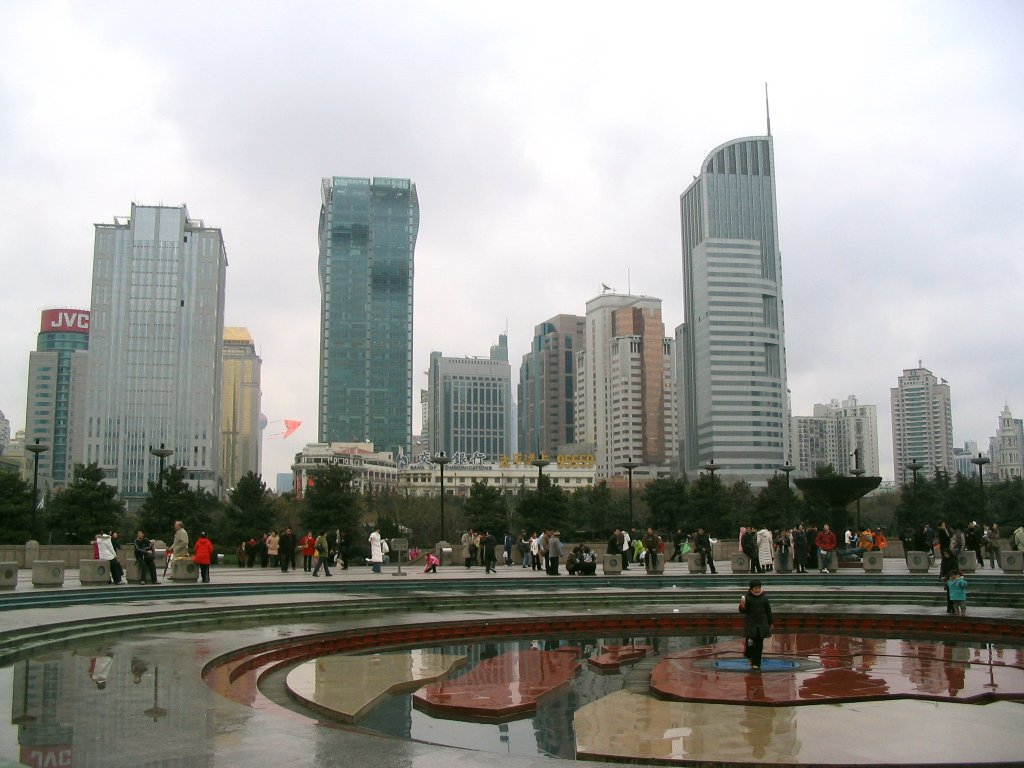
上海人民广场

人民广场位于上海市黄浦区，是上海的政治、经济、文化、旅游中心和交通枢纽，也是上海最为重要的地标之一。
广义上的“人民广场”主要是由一个开放式的广场、人民公园以及周边一些文化、旅游、商业建筑等组成。

## 历史

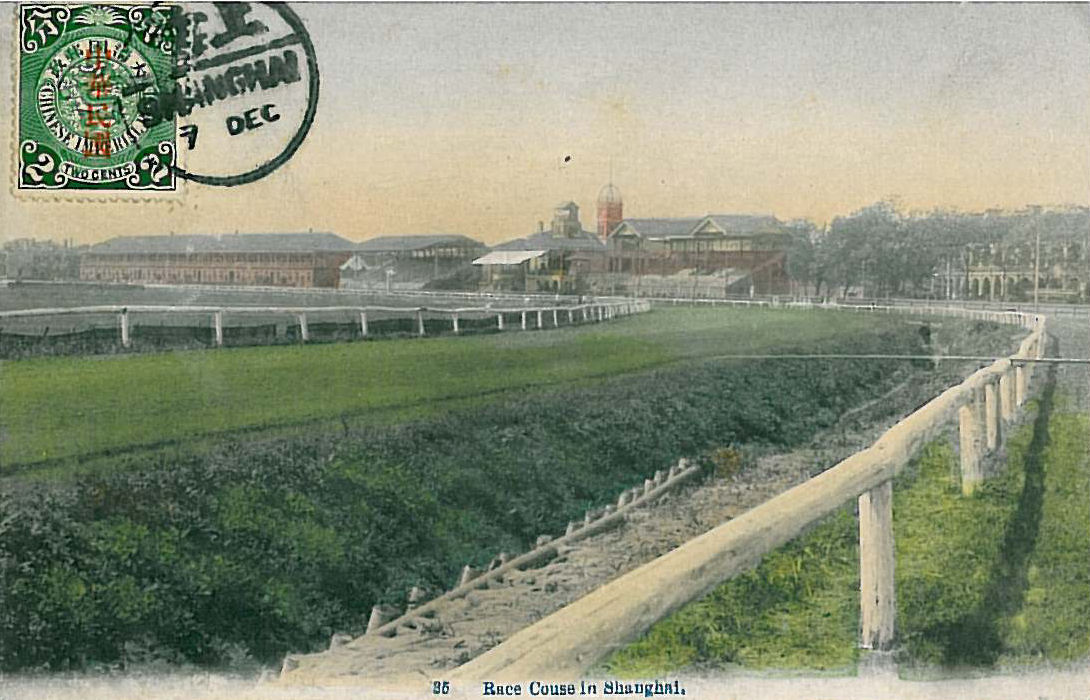
1912年时的上海跑马场

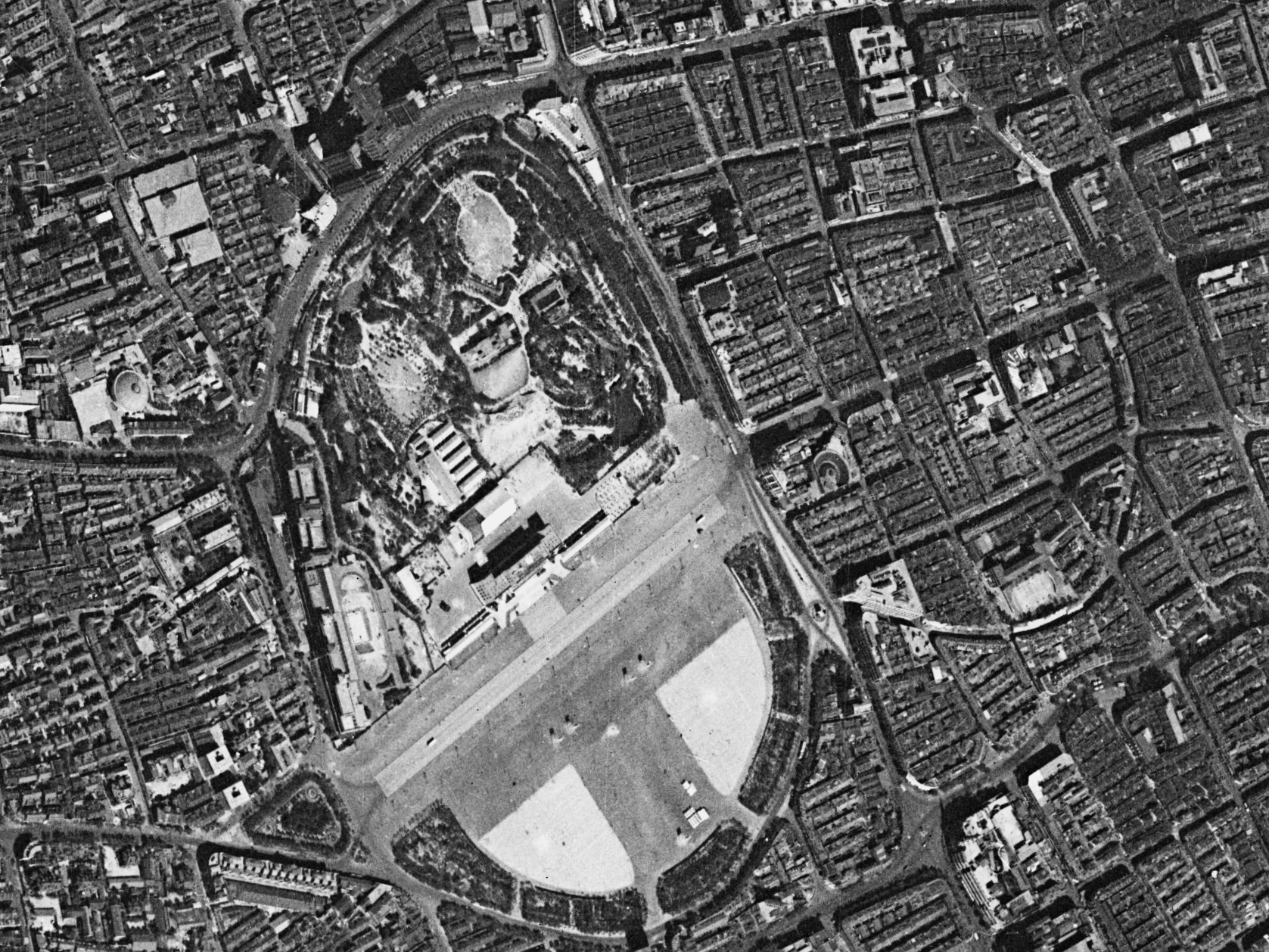
人民广场和人民公园卫星图（1966年）

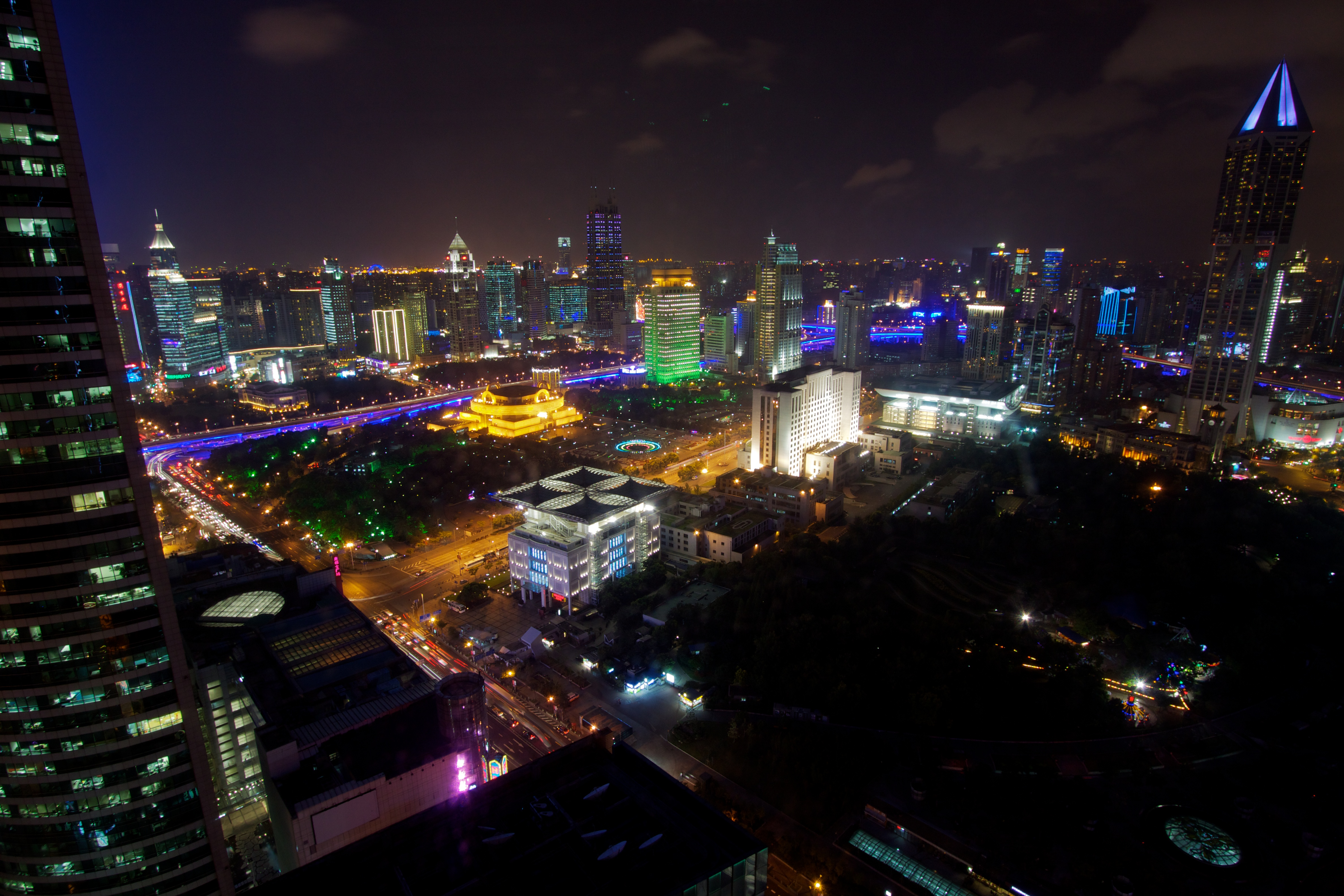
晚間的上海人民广场（2010年）

人民广场在上海开埠前是一片水田。道光二十八年（1848年）英租界扩张至此，修护城河，筑泥城，被称为“泥城浜”。小刀会起义期间，咸丰四年（1854年4月3日），小刀会和英軍、美軍在此打击过清军，史称泥城之戰。同治二年（1863年）“跑马总会”在英领事馆的支持下强征泥城浜以西地段，这里成了“上海跑马厅”，后来又叫跑马厅，是当时举行赛马等活动的场所。开始“华人不得入内”，宣统元年（1909年）中国人才可以进入。
1941年太平洋战争爆发后，跑马厅成为日本侵略军的兵营。抗日战争后，跑马厅又成为美军军营和仓库。1946年，上海市政府与跑马厅总会进行了数次商洽，欲收回跑马厅。跑马总会于第二年4月9日，向香港政府按公司登记法登记成3个公司。上海跑马总会有限公司（会所与看台）；上海跑马总会马厩有限公司（马厩和宿舍）；上海跑马总会场地有限公司（草地跑道）。此外，中间的430亩公共体育场，仍用万国体育会的名义向外联系。以上4个单位，实质是跑马总会一家。当时，上海市政府迫于民意，没有同意跑马厅再开赛马，为此，跑马总会只得同意将跑马厅部分土地出让给政府，但要市政府在郊区以10倍的土地建成赛马场与之交换，后因共军接近上海，未成事实。
1951年8月28日，上海军管会宣布收回跑马厅。9月，上海市人民政府将跑马厅改建成上海人民公园和上海人民广场。1954年5月31日，跑马总会所有建筑物由人民政府接管，跑马总会大楼改为上海图书馆。1957年在黄陂北路190号兴建上海体育宫。以后又修建了上海市人大办公楼（后重建为上海市府办公楼─人民大厦）、上海博物馆、上海城市规划展示馆等建筑，1970年4月25日，上海人民广场举行万民公审基督徒张愚之、陆道雄反革命案，并由电视实况转播。当场宣布他们死刑立即执行，在游街示众之后被处决。
1989年八九民運在上海爆發後，人民廣場成為示威者多次集會的地點。1992年9月14日，人民广场综合改造工程开工。1994年，人民廣場區域內建成喷泉广场。1997年，上海体育宫动迁至大渡河路1860号，原址被建为上海大剧院。上海图书馆迁至淮海中路新馆，上海美术馆进驻原跑马总会大楼。2018年11月，人民广场周邊的演藝場所定名为“演艺大世界”。2019年，噴泉廣場進行升級改造。

## 周边建筑

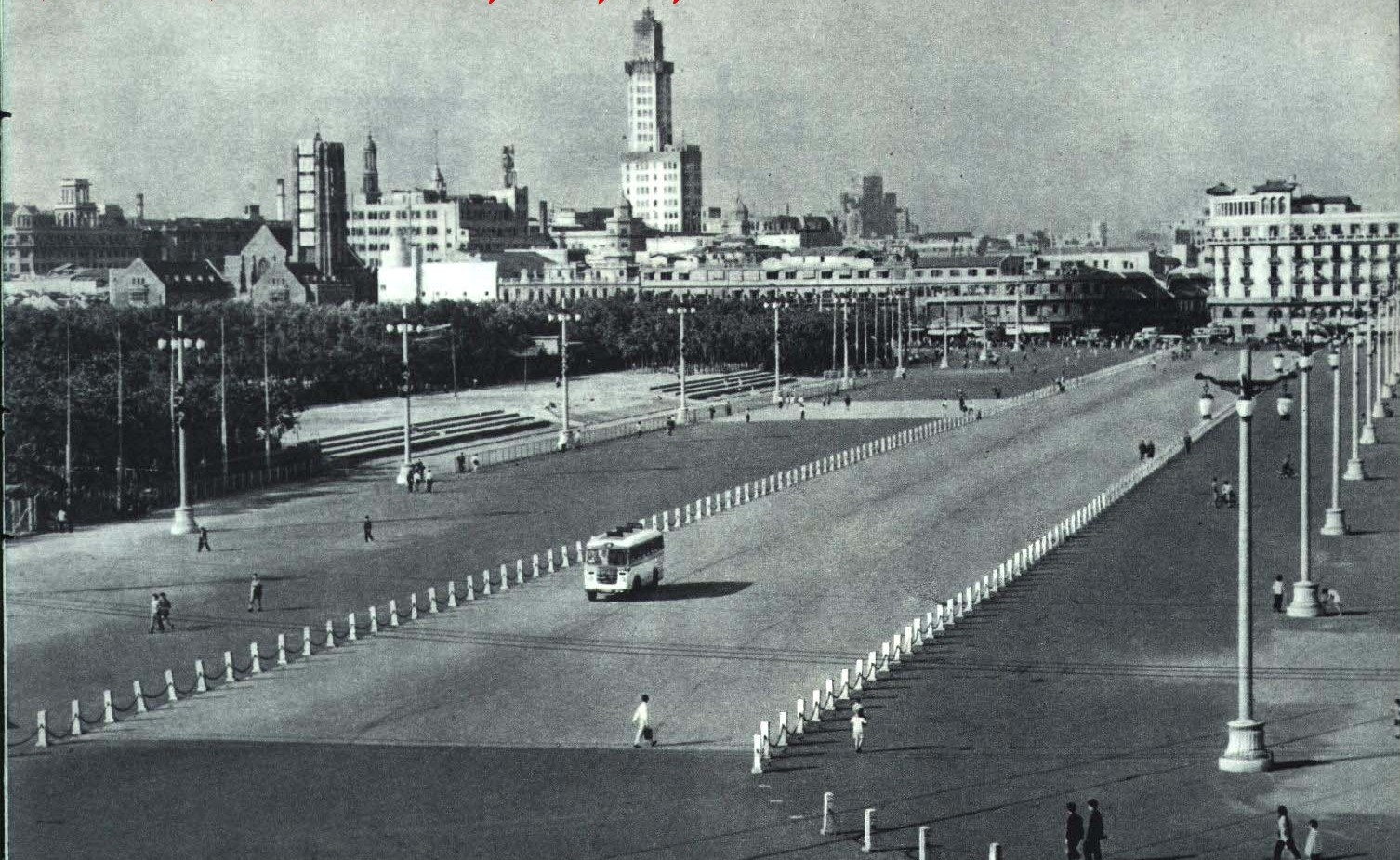
1964年上海人民广场人民公园

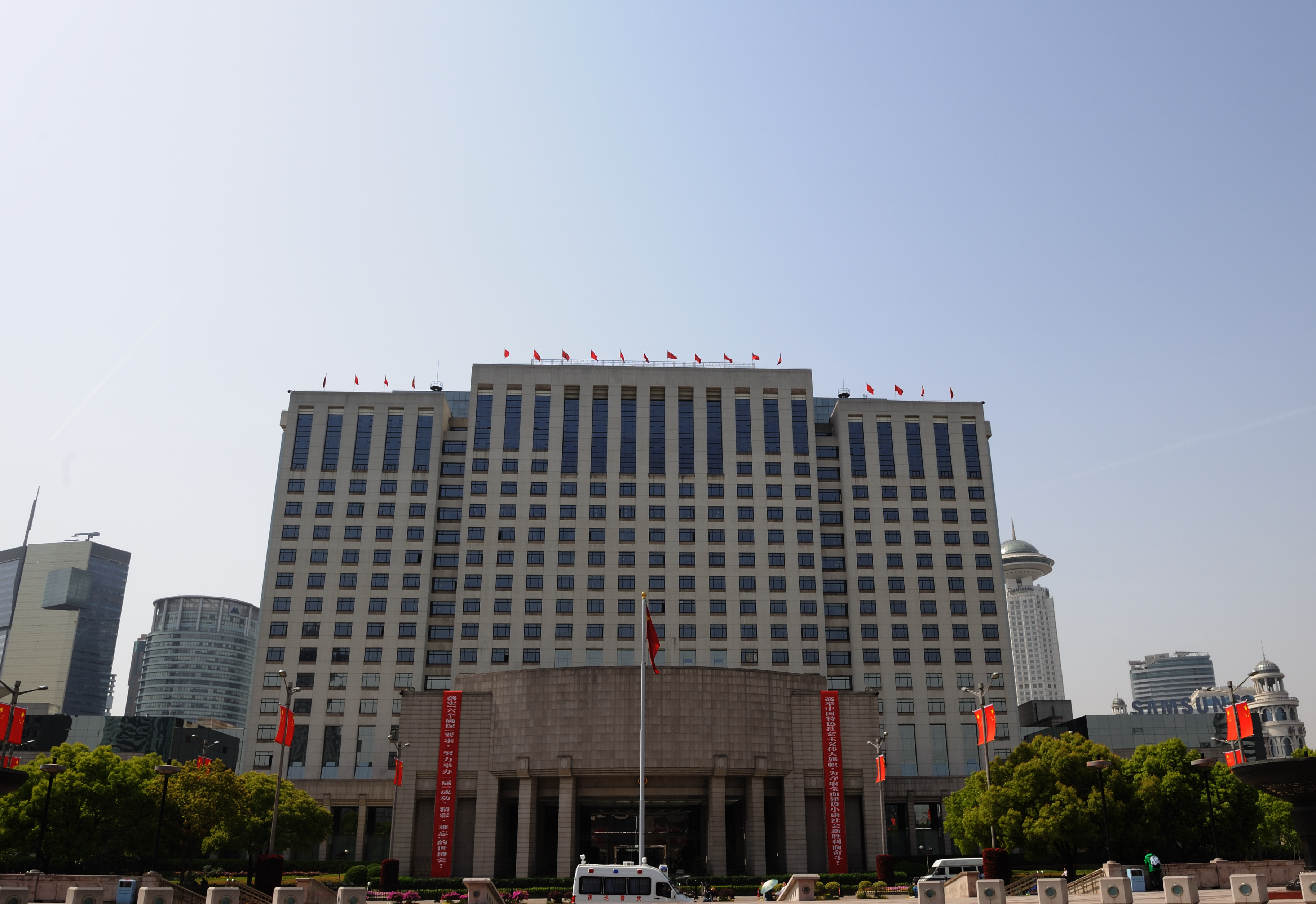
上海市政府大楼

### 历史建筑
- 国际饭店
- 西侨青年会
- 金门大酒店
- 大上海电影院
- 沐恩堂
- 大光明电影院
- 逸夫舞台
- 跑马总会

### 现代建筑
- 上海大剧院
- 上海博物馆
- 上海城市规划展示馆
- 香港名店街
- 迪美购物中心
- 人民大厦（上海市政府大楼）
- 南京东路步行街
- 上海市第一百货商店
- 人民公园
- 和平影都
- 上海新世界丽笙大酒店
- 世茂国际广场
- 上海明天广场JW万豪酒店

## 公共交通

### 地铁
人民广场站（1号线、2号线、8号线）。

### 地面交通
- 武胜路终点站：46、51、71区间、112、112区间、123、312、隧道六线
- 普安路终点站：775、782、783、沪朱高速快线
- 其他：01、18、20、23、37、49、71、108、109、167、311、318、324、330、451、454、455、537、789、930、934、隧道三线、隧道夜宵线等。（详细公交线路请见：上海市公交线路列表）